# برونو كورتيز كاردوسو
برونو كورتيز كاردوسو (بالبرتغالية: Bruno Cortez Cardoso‏) هو لاعب كرة قدم برازيلي، ولد في 27 يونيو 1984 في ساو باولو في البرازيل. لعب مع جمعية بورتوغيزا الرياضية ونادي بالميراس.

## روابط خارجية
- برونو كورتيز كاردوسو على موقع قاعدة بيانات كرة القدم.إي يو (الإنجليزية)
- برونو كورتيز كاردوسو على موقع Soccerway.com (الإنجليزية)
- برونو كورتيز كاردوسو على موقع عالم كرة القدم.نت (الإنجليزية)